# Jewgienija Nikonowa
Jewgienija Wiktorowna Nikonowa, z domu Szwied (ros. Евгения Викторовна Никонова; ur. 1 listopada 1970 w Biełgorodzie) – rosyjska koszykarka występująca na pozycji rozgrywającej, po zakończeniu kariery zawodniczej trenerka koszykarska.
Pochodzi z koszykarskiej rodziny. Jest córką trenera koszykarskiego Wiktora Szwieda, który w przeszłości (1995/96) prowadził także klub Wisły Kraków. Była wówczas jego podopieczną. Jej bratem jest były gracz drużyn NBA (Timberwolves, 76ers, Rockets, Knicks) – Aleksiej Szwied. Wyszła za mąż, za koszykarza Andrieja Nikonowa, mają syna Dmitriego.

## Osiągnięcia
Stan na 7 września 2016, na podstawie, o ile nie zaznaczono inaczej.
Drużynowe
- Mistrzyni Eurocup (2007)
- Wicemistrzyni:
  - Polski (1999)
  - Rosji (2005)
- Brąz mistrzostw:
  - Polski (1998, 2000)
  - Rosji (2002, 2006)
- Półfinalistka Pucharu Ronchetti (2002)

Indywidualne
- Liderka strzelczyń PLKK (1994)

Reprezentacja
- Mistrzyni Europy:
  - U–16 (1987)
  - U–18 (1988)
- Wicemistrzyni:
  - świata (1998)
  - Europy (2001)
- Brązowa medalistka mistrzostw Europy  (1995, 1999)
- Uczestniczka:
  - igrzysk olimpijskich (1996 – 5. miejsce, 2000 – 6. miejsce)
  - mistrzostw
    - Europy (1995, 1999, 2001)
    - świata (1998)

Trenerskie
- Wicemistrzyni Europy U–18 jako asystenta trenera (2008)
- Uczestniczka:
  - mistrzostw Europy:
    - U–18 jako asystenta trenera (2008, 2010 – 5. miejsce)
    - U–16 (2013 – 6. miejsce)
- Młodzieżowe mistrzostwo Rosji (2014)

Odznaczenia
- Mistrzyni Sportu Rosji